# Werin Pytghni
Werin Pytghni – wieś w Armenii, w prowincji Kotajk. W 2011 roku liczyła 893 mieszkańców.